# Podólogo

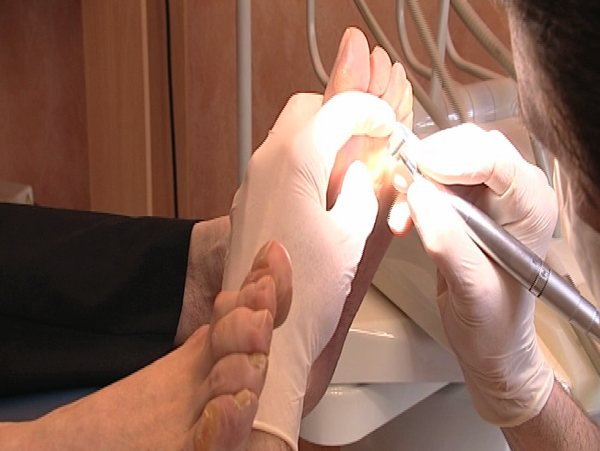
El cuidado de los pies entrelazan la actividad de la podología

El podólogo o podiatra —también llamado en algunos contextos callista— es el profesional sanitario que se encarga del estudio y cuidado del pie. El podólogo diagnostica, prescribe y trata, para ejercer su actividad podológica.
La estructura y el funcionamiento de los pies son complejos y le exigen al podólogo conocimientos profundos en distintas materias, así como las habilidades y aptitudes necesarias para realizar y elaborar cualquier tipo de tratamiento del pie mediante los procedimientos terapéuticos propios de su disciplina.
En algunos países de Iberoamérica existe una confusión entre podólogo y tecnólogo en tecnólogo en podología.[cita requerida] El «podólogo» puede ser un doctor en medicina que después de graduarse de médico estudio podología o podiatría, lo que le da la facultad de recetar o prescribir medicina y tratar úlceras de pie diabético y todas las complicaciones generadas por la diabetes. Los tecnólogos en podología, no tienen el conocimiento ni la facultad legal de recetar o prescribir medicamentos, pues estudian dos años en un instituto tecnológico, si lo hicieran estarían incurriendo en un delito. Ambos tratan los problemas de los pies, el tecnólogo en el cuidado y la prevención de complicaciones. Mientras los doctores podólogos o médicos sí pueden diagnosticar, prescribir medicamentos, además de tratar todas las patologías que provocan las úlceras de pie diabético.
Los podólogos estudian y analizan la estructura, el funcionamiento y las enfermedades de los pies, brindando el tratamiento adecuado.

## Ejercicio de la profesión
Para ejercer la podología en España es indispensable estar en posesión de la Titulación Universitaria de Podología (grado en podología de cuatro años de duración) y estar colegiado en un Colegio Profesional de Podólogos, habitualmente en el de la comunidad autónoma donde se ejerce la actividad.

## Funciones
- Quiropodología: tratamiento de las afecciones de la piel (callosidades, durezas, etc.) y de las uñas (encarnadas, engrosadas, etc.)
- Ortopodología y biomecánica: exploración de la marcha, ortesis plantares a medida, ortesis de silicona (separadores, correctores, etc.)
- Patología del pie: pie doloroso (metatarsalgias, espolón, neuromas, etc.), pie reumático, pie diabético (prevención, úlceras, etc.), infecciones (hongos, papilomas, etc.)
- Cirugía del pie: uña encarnada, juanetes, dedos martillo, espolón, corrección de deformidades del pie, etc.
- Podólogo deportivo: trata la podología desde el punto de la biomecánica, realizando estudios de la marcha y análisis posturales en estática y en movimiento ya sea andando o corriendo.

## Actividad diagnóstica
El podólogo tiene acceso a las pruebas complementarias tanto para llegar a un diagnóstico como para realizar un seguimiento acomodado de las patologías (pruebas biomecánicas, de rayos X, analíticas, etc.).

## Aplicación de tratamientos
El podólogo, al diagnosticar las enfermedades de los pies, ordena los tratamientos de dichas patologías de acuerdo con el estado de la ciencia actual, para lo cual instaura:
- Tratamientos farmacológicos: el artículo 77.1 de la Ley 29/2006 de garantías y uso racional de los medicamentos y productos sanitarios, modificada por la Ley 28/2009, señalan al médico, odontólogo y al podólogo cómo únicos profesionales con facultad para prescribir medicamentos, para lo cual existe un modelo común de receta privada. A diferencia de la enfermería o la fisioterapia que no pueden prescribir medicación, sino indicar aquella que no esté sujeta a prescripción médica.
- Tratamientos ortopodológicos: el Anexo del Real Decreto 542/1995 ordena al ortopeda atender la receta del médico y del podólogo.
- Tratamientos de cirugía podológica: de acuerdo con las especificaciones de los planes de estudio vigentes.